# Xã Roasting Ear, Quận Stone, Arkansas
Xã Roasting Ear (tiếng Anh: Roasting Ear Township) là một xã thuộc quận Stone, tiểu bang Arkansas, Hoa Kỳ. Năm 2010, dân số của xã này là 149 người.